# WildGuns
WildGuns es un juego de navegador de estrategia en tiempo real desarrollado por Occupa GmbH, a partir de 2007, que fue adquirida poco después del inicio del desarrollo por la empresa alemana Gameforge 4D GmbH.
El objetivo del juego es derrotar a las alianzas enemigas para que cuando se active el eventos de las minas de oro tu alianza salga victoriosa.
Actualmente Wildguns está en 10 idiomas tanto el juego, como el soporte y el foro. Este juego fue creado en 2008 y desarrollado hasta 2014, cuando Gameforge destinó al programador a otros proyectos de la empresa. No va a seguir siendo actualizado, aunque muy de vez en cuando salen a la luz nuevos mantenimientos de seguridad.
La comunidad del juego consta de más de 250 jugadores por servidor y está presente en más de 11 países.
|  |

## Modo de juego
En este juego tienes un portal principal donde puedes ver la actividad de tu poblado, como movimientos de tropas, construcciones, materiales, etc.